# Lipetsk
Lipetsk (tiếng Nga: Липецк) là một thành phố nằm ở Vùng liên bang Trung tâm của Nga. Đây là trung tâm hành chính của tỉnh Lipetsk. Thành phố này nằm trên bờ sông Voronezh ở lưu vực sông Don, cách 438 km về phía đông nam Moskva.

## Liên kết
- Official site of Lipetsk Regional Administration Lưu trữ ngày 14 tháng 2 năm 2008 tại Wayback Machine (Eng),(Rus)
- Official site of Lipetsk City Administration Lưu trữ ngày 15 tháng 2 năm 2017 tại Wayback Machine (Rus)
- Special Economic Zone in Lipetsk region Lưu trữ ngày 3 tháng 3 năm 2008 tại Wayback Machine (Eng), (Rus)
- Lipetsk Chamber of Commerce and Industry Lưu trữ ngày 10 tháng 2 năm 2012 tại Wayback Machine (Eng), (Rus)
- Satellite picture of Lipetsk by Google Maps
- Show in Air Center, 1997 Lưu trữ ngày 20 tháng 3 năm 2008 tại Wayback Machine
- Air Center frontward, 1999 Lưu trữ ngày 16 tháng 3 năm 2008 tại Wayback Machine
- www.gorodlip.ru[liên kết hỏng] (Rus)
- Photo of Lipetsk.ru (Rus)
- Map of Lipetsk.ru (Rus)
- www.lipetsknews.ru Lưu trữ ngày 2 tháng 4 năm 2022 tại Wayback Machine (Rus)